# Satisfacció

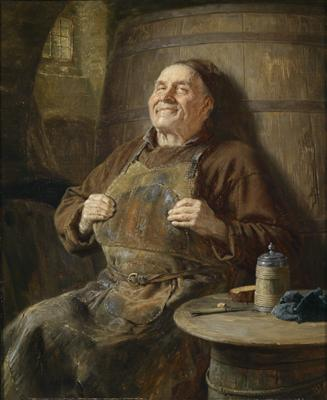
Peace and Contentment d'Eduard von Grützner.

La satisfacció en el seu àmbit més comú, és l'emoció que sorgeix del compliment dels requeriments establerts per obtenir un resultat o omplir la mesura d'una necessitat.